# Aporosa
Aporosa Blume é um género botânico pertencente à família Phyllanthaceae, subfamília Antidesmatoideae.
Apresenta 75 espécies desde a Malásia até as Ilhas Salomão.

## Sinonímia
| - Aporusa Blume, var. ort. - Leiocarpus Blume - Lepidostachys Wall. | - Scepa Lindl. - Tetractinostigma Hassk. |

## Principais espécies
| - Aporosa bourdillonii - Aporosa cardiosperma - Aporosa chinensis - Aporosa elliptifolia | - Aporosa fusiformis - Aporosa isabellina - Aporosa lanceolata - Aporosa villosa |

- Lista completa